# 헌터 바이든
로버트 헌터 바이든(영어: Robert Hunter Biden, 1970년 2월 4일~)은 미국의 변호사, 투자 자문가이다. 미국의 제46대 대통령 조 바이든의 차남이다. 로즈몬트 세네카 파트너스라는 투자 자문회사의 공동설립자이다.
2014년에는 우크라이나에 있는 대규모 개인기업체인 천연가스 생산회사인 버리스마 홀딩스의 이사로 채용되었으며 2019년 4월까지 재직하였다. 2019년 초까지 부친인 조 바이든과 함께 도널드 트럼프의 음모론에 연루되었다.

## 사생활
헌터 바이든은 1993년 캐슬린 부흘레와 결혼을 하여 세 명의 딸(나오미, 피니간, 메이지)을 낳았다. 2015년에 별거했고 2017년 이혼하였다. 헌터 바이든은 그의 친형인 보 바이든 사망 직후 형수였던 헤일리 바이든과 2016년부터 동거하다 2019년에 헤어졌다. 동거하던 도중 스트리퍼 사이에서 사생아 딸 네이비를 낳았다. 그 이후 영화 제작자인 멜리사 코헨과 2019년 재혼을 하여 아들 보를 낳았다.